# بريسيمو (حومة لنجة)
بریسیمو (بالفارسية: بریسیمو) هي قرية تقع في إيران في منطقة مركزية ريفية. يقدر عدد سكانها بـ 77 نسمة .